# Thập niên 410 TCN
Thập niên 410 TCN hay thập kỷ 410 TCN chỉ đến những năm từ 410 TCN đến 419 TCN.